# 파트리시오 아라볼라사
파트리시오 아라볼라사 아란부루(스페인어: Patricio Arabolaza Aranburu; 1893년 3월 17일, 바스크 주 이룬 ~ 1935년 3월 12일, 바스크 주 이룬)는 스페인의 전 축구 선수로, 1920 올림픽에 참가했다.

## 국가대표팀 경력
그는 스페인 국가대표팀의 원년 선수단 일원으로, 그와 국가대표팀 원년 선수단은 1920 올림픽에서 은메달을 획득하였다.
그는 스페인 국가대표팀의 1호골 주인공이기도 하며, 그는 1920년 8월 28일 덴마크와의 대회 본선 경기에서 1-0 결승골을 기록하였다.

## 사생활
그는 이룬 출신이다.

### 일반
- Evans, Hilary; Gjerde, Arild; Heijmans, Jeroen; Mallon, Bill. “파트리시오 아라볼라사”. 《Olympics at Sports-Reference.com》. Sports Reference LLC. 2020년 4월 18일에 원본 문서에서 보존된 문서.

### 상세
1. ↑  “Denmark 0 Spain 1”. eu-football.info. 2010년 10월 30일에 확인함.